# راؤول مونيوث
راؤول مونيوث (بالإسبانية: Raúl Muñoz)‏ (27 مايو 1975 في تشيلي - ) هو لاعب كرة قدم تشيلي في مركز الدفاع. شارك مع منتخب تشيلي لكرة القدم. أما مع النوادي، فقد لعب مع أوداكس إيتاليانو وسانتياغو واندررز وكولو-كولو ونادي سان لويس ونادي كريليا سوفيتوف سامارا ونومانسيا وDeportes Santa Cruz ‏.

## وصلات خارجية
- راؤول مونيوث على موقع قاعدة بيانات كرة القدم.إي يو (الإنجليزية)
- راؤول مونيوث على موقع ناشيونال فوتبول تيمز (الإنجليزية)
- راؤول مونيوث على موقع عالم كرة القدم.نت (الإنجليزية)